# Aloe campylosiphon
Aloe campylosiphon é uma espécie de liliopsida do gênero Aloe, pertencente à família Asphodelaceae.